# 溴化鍶
溴化鍶，化學式為SrBr2，在室溫下為白色無味晶狀粉末。

## 用途
在焰色试验中，火焰呈亮紅色，可用於制作發焰筒，也用於製藥。